# Rio Paracauti
Rio Paracauti är ett vattendrag i Brasilien.   Det ligger i delstaten Pará, i den nordöstra delen av landet, 1 700 km norr om huvudstaden Brasília.